# Peperomia lasiorhachis
Peperomia lasiorhachis är en pepparväxtart som beskrevs av C. Dc.. Peperomia lasiorhachis ingår i släktet peperomior, och familjen pepparväxter. Inga underarter finns listade i Catalogue of Life.